# Olympische Sommerspiele 1984/Kanu – Vierer-Kajak 1000 m (Männer)
Die Wettkämpfe im Vierer-Kajak über 1000 Meter bei den Olympischen Sommerspielen 1984 wurden vom  7. bis 11. August auf dem Lake Casitas ausgetragen.
Es wurden zwei Vorläufe, zwei Hoffnungsläufe, drei Halbfinals und ein Finale ausgetragen.
Olympiasieger wurden das neuseeländische Team.

## Ergebnisse

### Vorläufe
Die jeweils ersten drei Boote qualifizierten sich direkt für das Halbfinale, die restlichen Boote für die Hoffnungsläufe.

#### Vorlauf 1
| Rang | Athleten                                                          | Nation         | Zeit        |
| ---- | ----------------------------------------------------------------- | -------------- | ----------- |
| 1    | Grant Bramwell Ian Ferguson Paul MacDonald Alan Thompson          | Neuseeland     | 3:05,99 min |
| 2    | Ionel Constantin Nicolae Feodosei Ionel Lețcae Angelin Velea      | Rumänien       | 3:06,97 min |
| 3    | Bernd Hessel Oliver Kegel Detlef Schmidt Reiner Scholl            | BR Deutschland | 3:07,30 min |
| 4    | Don Brien Mark Holmes Don Irvine Colin Shaw                       | Kanada         | 3:08,07 min |
| 5    | Gennaro Cirillo Vincenzo Damista Marco Ganna Francesco Mandragona | Italien        | 3:08,90 min |
| 6    | Finn Borchgrevink Frank Johannesen Geir Kvillum Arne Sletsjøe     | Norwegen       | 3:10,93 min |
| 7    | Grayson Bourne Andrew Sheriff Kevin Smith Jeremy West             | Großbritannien | 3:21,05 min |
| 8    | Cheung Chak Chuen Ng Hin Wan Ng Tsuen Man Tang Kwok Cheung        | Hongkong       | 3:21,05 min |

#### Vorlauf 2
| Rang | Athleten                                                              | Nation             | Zeit        |
| ---- | --------------------------------------------------------------------- | ------------------ | ----------- |
| 1    | François Barouh Philippe Boccara Pascal Boucherit Didier Vavasseur    | Frankreich         | 3:06,57 min |
| 2    | John Doak Robert Doak Raymond Martin Scott Wooden                     | Australien         | 3:08,32 min |
| 3    | Per-Inge Bengtsson Tommy Karls Lars-Erik Moberg Thomas Ohlsson        | Schweden           | 3:08,33 min |
| 4    | Iván González Luis Gregorio Ramos Juan José Román Juan Manuel Sánchez | Spanien            | 3:11,41 min |
| 5    | Peter Ammann Felix Buser Marcel Eichenberger Helmut Lehmann           | Schweiz            | 3:12,89 min |
| 6    | Veli-Pekka Harjola Mikko Kolehmainen Ilpo Nieminen Mika Savilahti     | Finnland           | 3:13,17 min |
| 7    | Norman Bellingham David Gilman Dan Schnurrenberger Chris Spelius      | Vereinigte Staaten | 3:15,77 min |

### Hoffnungsläufe
Die jeweils ersten drei Boote qualifizierten sich für das Halbfinale.

#### Hoffnungslauf 1
| Rang | Athleten                                                         | Nation             | Zeit        |
| ---- | ---------------------------------------------------------------- | ------------------ | ----------- |
| 1    | Don Brien Mark Holmes Don Irvine Colin Shaw                      | Kanada             | 3:16,52 min |
| 2    | Peter Ammann Felix Buser Marcel Eichenberger Helmut Lehmann      | Schweiz            | 3:17,70 min |
| 3    | Finn Borchgrevink Frank Johannesen Geir Kvillum Arne Sletsjøe    | Norwegen           | 3:18,04 min |
| 4    | Norman Bellingham David Gilman Dan Schnurrenberger Chris Spelius | Vereinigte Staaten | 3:19,72 min |
| 5    | Cheung Chak Chuen Ng Hin Wan Ng Tsuen Man Tang Kwok Cheung       | Hongkong           | 3:46,92 min |

#### Hoffnungslauf 2
| Rang | Athleten                                                              | Nation         | Zeit        |
| ---- | --------------------------------------------------------------------- | -------------- | ----------- |
| 1    | Grayson Bourne Andrew Sheriff Kevin Smith Jeremy West                 | Großbritannien | 3:18,67 min |
| 2    | Iván González Luis Gregorio Ramos Juan José Román Juan Manuel Sánchez | Spanien        | 3:21,87 min |
| 3    | Veli-Pekka Harjola Mikko Kolehmainen Ilpo Nieminen Mika Savilahti     | Finnland       | 3:08,33 min |
| —    | Gennaro Cirillo Vincenzo Damista Marco Ganna Francesco Mandragona     | Italien        | DNF         |

### Halbfinalläufe
Die ersten drei Boote der Halbfinals erreichten das Finale.

#### Halbfinale 1
| Rang | Athleten                                                       | Nation         | Zeit        |
| ---- | -------------------------------------------------------------- | -------------- | ----------- |
| 1    | Grant Bramwell Ian Ferguson Paul MacDonald Alan Thompson       | Neuseeland     | 3:05,67 min |
| 2    | Per-Inge Bengtsson Tommy Karls Lars-Erik Moberg Thomas Ohlsson | Schweden       | 3:06,78 min |
| 3    | Grayson Bourne Andrew Sheriff Kevin Smith Jeremy West          | Großbritannien | 3:07,52 min |
| 4    | Finn Borchgrevink Frank Johannesen Geir Kvillum Arne Sletsjøe  | Norwegen       | 3:07,97 min |

#### Halbfinale 2
| Rang | Athleten                                                              | Nation         | Zeit        |
| ---- | --------------------------------------------------------------------- | -------------- | ----------- |
| 1    | François Barouh Philippe Boccara Pascal Boucherit Didier Vavasseur    | Frankreich     | 3:06,57 min |
| 2    | Iván González Luis Gregorio Ramos Juan José Román Juan Manuel Sánchez | Spanien        | 3:09,03 min |
| 3    | Bernd Hessel Oliver Kegel Detlef Schmidt Reiner Scholl                | BR Deutschland | 3:09,65 min |
| 4    | Peter Ammann Felix Buser Marcel Eichenberger Helmut Lehmann           | Schweiz        | 3:10,36 min |

#### Halbfinale 3
| Rang | Athleten                                                          | Nation     | Zeit        |
| ---- | ----------------------------------------------------------------- | ---------- | ----------- |
| 1    | Ionel Constantin Nicolae Feodosei Ionel Lețcae Angelin Velea      | Rumänien   | 3:08,44 min |
| 2    | Don Brien Mark Holmes Don Irvine Colin Shaw                       | Kanada     | 3:09,10 min |
| 3    | John Doak Robert Doak Raymond Martin Scott Wooden                 | Australien | 3:09,98 min |
| 4    | Veli-Pekka Harjola Mikko Kolehmainen Ilpo Nieminen Mika Savilahti | Finnland   | 3:12,82 min |

### Finale
| Rang | Athleten                                                              | Nation         | Zeit        |
| ---- | --------------------------------------------------------------------- | -------------- | ----------- |
| 1    | Grant Bramwell Ian Ferguson Paul MacDonald Alan Thompson              | Neuseeland     | 3:02,28 min |
| 2    | Per-Inge Bengtsson Tommy Karls Lars-Erik Moberg Thomas Ohlsson        | Schweden       | 3:02,81 min |
| 3    | François Barouh Philippe Boccara Pascal Boucherit Didier Vavasseur    | Frankreich     | 3:03,94 min |
| 4    | Ionel Constantin Nicolae Feodosei Ionel Lețcae Angelin Velea          | Rumänien       | 3:04,39 min |
| 5    | Grayson Bourne Andrew Sheriff Kevin Smith Jeremy West                 | Großbritannien | 3:04,59 min |
| 6    | Iván González Luis Gregorio Ramos Juan José Román Juan Manuel Sánchez | Spanien        | 3:04,71 min |
| 7    | John Doak Robert Doak Raymond Martin Scott Wooden                     | Australien     | 3:06,02 min |
| 8    | Bernd Hessel Oliver Kegel Detlef Schmidt Reiner Scholl                | BR Deutschland | 3:06,47 min |
| 9    | Don Brien Mark Holmes Don Irvine Colin Shaw                           | Kanada         | 3:06,66 min |